# جانث ارکااین
جانث ارکااین (انگلیسی: Janeth Arcain؛ زادهٔ ۱۱ آوریل ۱۹۶۹) بازیکن بسکتبال اهل برزیل است.
وی در مسابقات کشوری و بین‌المللی در مجموع برندهٔ ۲ مدال طلا، ۳ مدال نقره، ۱ مدال برنز شده‌است.